# Aeshna
Az Aeshna a rovarok (Insecta) osztályába, ezen belül a szitakötők (Odonata) rendjébe és a karcsú acsafélék (Aeshnidae) családjába tartozó nem.

## Rendszerezés
A nembe az alábbi fajok tartoznak:
- gyakori acsa (Aeshna affinis)
- zöld acsa (Aeshna viridis)
- nagy acsa (Aeshna grandis)
- sebes acsa (Aeshna cyanea)
- lápi acsa (Aeshna isosceles)
- Aeshna brasiliensis von Ellenrieder and Costa, 2002
- Aeshna canadensis Walker, 1908
- Aeshna clepsydra Say, 1839
- Aeshna coerulea (Ström, 1783)
- Aeshna constricta Say, 1839
- Aeshna crenata Hagen, 1856
- Aeshna eremita Scudder, 1866
- Aeshna interrupta Walker, 1908
- Aeshna itatiaia Carvalho and Salgado, 2004
- fatörzsvadász acsa (Aeshna juncea) (Linnaeus, 1758)
- nádi acsa (Aeshna mixta) Latreille, 1805
- Aeshna palmata Hagen, 1856
- Aeshna persephone Donnelly, 1961
- Aeshna septentrionalis Burmeister, 1839
- Aeshna serrana Carvalho and Salgado, 2004
- Aeshna sitchensis Hagen, 1861
- Aeshna subarctica Walker, 1908
- Aeshna tuberculifera Walker, 1908
- Aeshna umbrosa Walker, 1908
- Aeshna verticalis Hagen, 1861
- Aeshna walkeri Kennedy, 1917
- Aeshna williamsoniana Calvert, 1905